# Vườn quốc gia Karimunjawa
Vườn quốc gia Karimunjawa hay vườn quốc gia Crimon Java là một vườn quốc gia biển nằm trên quần đảo Karimunjawa thuộc huyện Jepara, Trung Java, Indonesia. Nó nằm cách 80 km về phía tây bắc thị trấn Jepara bên bờ biển Java. Nó được tuyên bố là một khu bảo tồn biển vào năm 2001. Dựa trên truyền thuyết địa phương, quần đảo này được phát hiện bởi Sunan Nyamplungan, cháu trai của Sunan Kudus, một trong những người được tôn kính là Wali Sanga (thánh trong Hồi giáo Indonesia).
Karimunjawa cũng là một điểm thu hút khách du lịch nổi tiếng với bãi biển cát trắng, những rạn san hô nguyên sơ, những chuyến đi bộ đường dài đầy thử thách qua những ngọn đồi, cuộc hành hương đến Nghĩa trang Sunan Nyamplungan và các phong tục tập quán của cộng đồng dân cư địa phương.